# Machairasaurus
Machairasaurus is een geslacht van theropode dinosauriërs behorend tot de groep van de Maniraptora, dat tijdens het late Krijt leefde in het gebied van de huidige Volksrepubliek China.

## Naamgeving en vondst
Tijdens de Canadees-Chinese expedities van 1988 en 1990 werden door Philip Currie twee zeer fragmentarische skeletten opgegraven van een nog onbekende oviraptorosauriër.
De typesoort Machairasaurus leptonychus is in 2010 benoemd en beschreven door Nicholas Longrich, Currie en Dong Zhimin. De geslachtsnaam is afgeleid van het Klassiek Griekse μάχαιρα (machaira), "kort kromzwaard", een verwijzing naar de sabelvormige klauwen. De soortaanduiding is afgeleid van het Griekse λεπτός (leptos), "slank", en ὄνυξ (onyx), "klauw", een verwijzing naar de slanke bouw van dezelfde klauwen.
Het fossiel, holotype IVPP V15979, is opgegraven in de Bayan Mandahu-formatie van Binnen-Mongolië die dateert uit het vroege Campanien en waarvan de beschrijvers menen dat zij niet gelijktijdig is met de Djadochtaformatie wegens de verschillende fauna, waarvan deze soort weer een voorbeeld is. Het bestaat voornamelijk uit een gedeeltelijke linkervoorpoot; opperarmbeen en bovenkant van de onderarm ontbreken. Daarnaast omvat het specimen verschillende voetfragmenten waaronder de eerste en vierde voetklauw. Als paratype werd het tweede skelet aangewezen, specimen IVPP V15980, bestaande uit staartwervels, chevrons, ribben, vingerkootjes, fragmenten van een tweede middenvoetsbeen, fragmenten van een vierde middenvoetsbeen en teenkootjes.
In 2012 werd een derde, groter specimen, IVPP V9608, dat broedend op een nest eieren werd aangetroffen en in 1996 beschreven en als een Oviraptorinae indeterminata ingedeeld was, als een mogelijk skelet van Machairasaurus vermeld; daarnaast zouden er nog eens vier onbeschreven broedende exemplaren bekend zijn.

## Beschrijving
Machairasaurus is een kleine tweevoetige planteneter. Uit de arm kan een totale lichaamslengte van ongeveer anderhalve meter afgeleid worden.
De beschrijvers wisten één onderscheidend kenmerk vast te stellen. De handklauwen zijn langwerpig en zwaardvormig in zijaanzicht waarbij de lengte van de klauw ongeveer viermaal de hoogte van het gewrichtsvlak bedraagt.
Opvallend aan de hand zijn, zoals de soortnaam al aangeeft, de lengte, geringe kromming en slankheid van de klauwen, vooral de tweede en de derde van de in totaal drie aanwezige. Vanuit de basis van de klauw gaat deze eerst schuin en vrij recht omhoog om na een plotse buiging weer vrij recht en schuin omlaag te steken. Zo wordt een langwerpige vorm met een recht uiteinde gecombineerd met het vermogen dit onder een zekere hoek ergens diep in te steken.
Van de onderarm zijn alleen de onderste delen over. De bewaarde polsbeenderen bestaan uit een radiale en een halvemaanvormig carpale. De middenhandsbeenderen zijn elegant gevormd. Het eerste middenhandsbeen is het meest robuust, erg kort en staat sterk af. Het tweede middenhandsbeen is tweemaal zo lang, het derde korter en veel slanker. Het eerste kootje van de eerste vinger is het langst van alle kootjes en erg robuust. De voorlaatste vingerkootjes in de tweede en derde vinger zijn ongeveer even lang als de bovenliggende kootjes. In het algemeen zijn de vingers kort en robuust gebouwd. De formule van de vingerkootjes is 2-3-4-0-0. De duimklauw is erg robuust met een hoge basis. De tweede klauw is veel dunner maar ook langer. De derde klauw is het kleinst. De tubercula die de aanhechting vormen aan de klauwbasis voor de buigspieren, zijn zwak gevormd.

## Fylogenie
De beschrijvers hebben een kladistische analyse uitgevoerd waarvan de uitkomst was dat Machairasaurus binnen de Oviraptoridae een lid was van de Ingeniinae samen met "Ingenia" yanshini, Heyuannia huangi, Conchoraptor gracilis, en Nemegtomaia barsboldi. Deze groep zou een afgeleidere positie innemen dan basale soorten als Khaan.

## Levenswijze
Volgens de beschrijvers toont Machairasaurus een tussenfase in de evolutie van de Oviraptoridae. De zwakke rechte klauwen, ongeschikt om een prooi te verwonden, zouden een sterke aanwijzing zijn dat de oorspronkelijke oviraptoriden planteneters waren die hun handen gebruikten om takken naar beneden te trekken. Latere leden van de groep tonen zwaardere klauwen. Dit zou niet het gevolg zijn van een terugkeer naar een vleesetende levenswijze die de meeste theropoden kenmerkt maar een aanpassing om in de grond te graven naar knollen en wortels.